# Sans station
 (mars 2024).

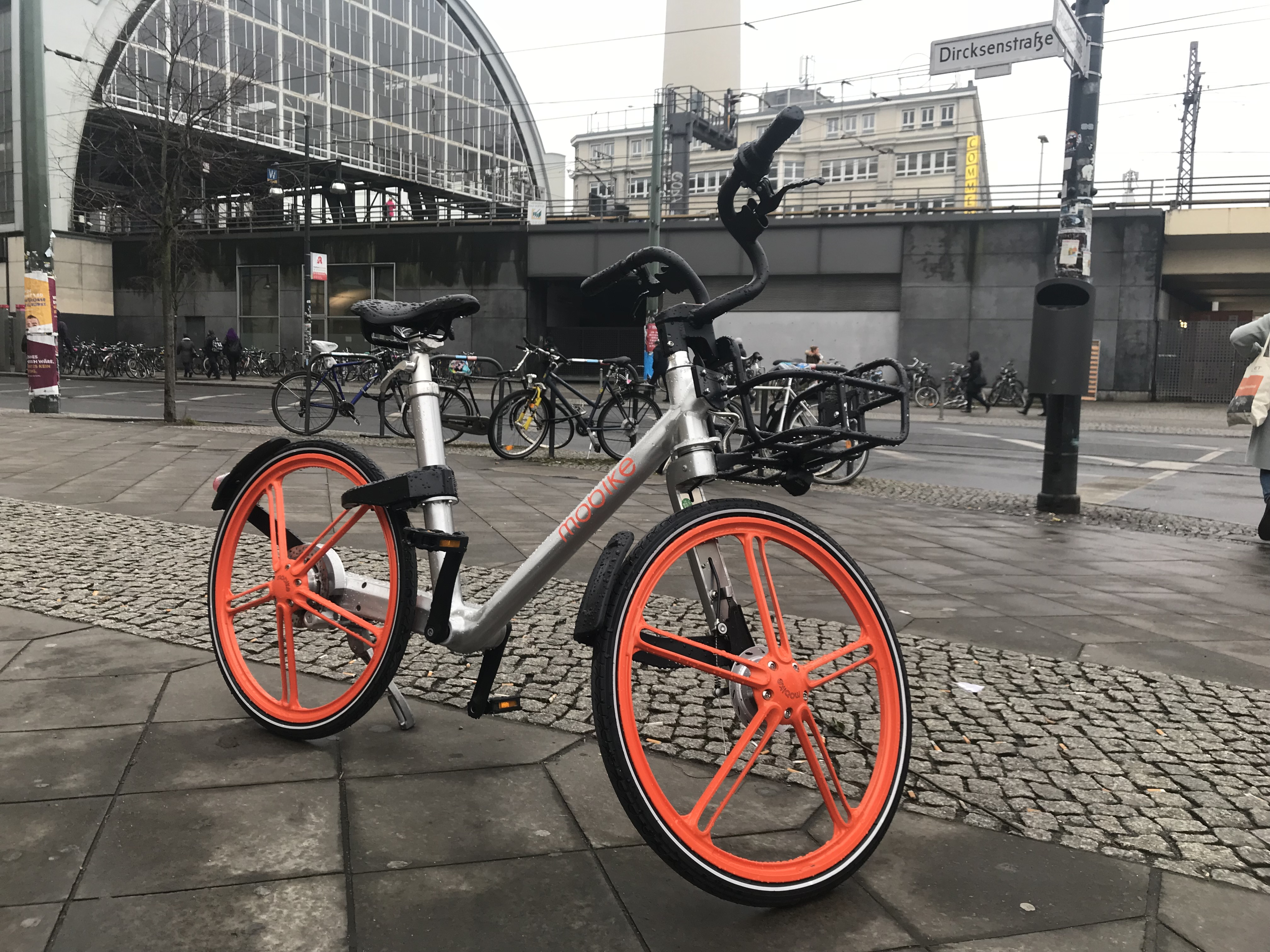
Un vélo sans station de l'entreprise Mobike à Berlin.

L'expression « sans station » (en anglais : free floating) caractérise un système de vélos en libre-service, de trottinettes en libre-service ou d'autopartage qui autorise ses utilisateurs à emprunter un véhicule là où il se trouve et à le restituer sans l'attacher à une borne fixe.

## Principe et historique
Lauréat du concours international Galileo Masters (en) 2005, le concept de location de véhicules sans station a été mis en œuvre en 2007 par la société VuLog sous le nom de service CitéVU, un système de location de voiturettes électriques à Antibes,.
Arrivant une dizaine d'années après les systèmes de location de vélos sur des bornes fixes, le partage de véhicules sans station permet de débuter et terminer une location d'un vélo, d'un scooter ou d'une trottinette électrique sur la voie publique en tout lieu autorisé d'un périmètre donné. Après avoir géolocalisé un cycle, le retrait se fait via l'utilisation d'une application mobile en déverrouillant un cadenas à code à l'arrière du vélo ou un système similaire. Pour obtenir une certaine robustesse, les vélos utilisent souvent des roues à bâtons (plutôt que des rayons) accrochées au cadre uniquement par un point et non deux comme sur les vélos classiques pour une maintenance aisée.
Le concept a été pensé en Asie dès 2014 par les firmes Ofo puis Mobike et se diffuse rapidement en Europe (Allemagne, Italie, Royaume-Uni, puis dans un second temps la France).

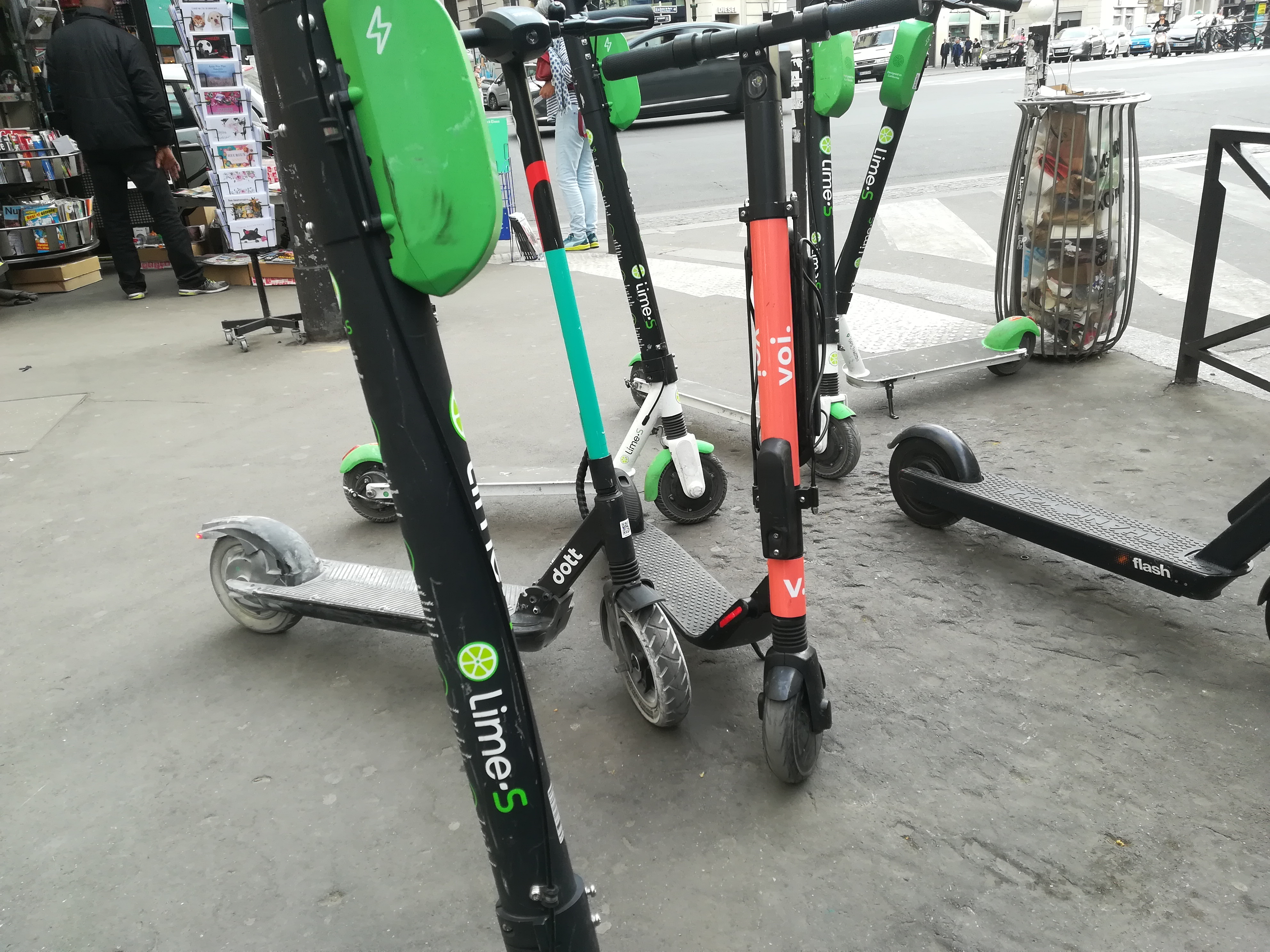
Des trottinettes sans station sur les trottoirs de Paris.

Le système se répand à partir de 2017 dans les métropoles et grandes villes. La concurrence entre les multiples opérateurs de vélos et trottinettes sans station conduit à une occupation anarchique des trottoirs conduisant certaines agglomérations comme Bruxelles à subordonner dès janvier 2019 le droit de déployer une flotte à l'octroi d'une licence et de règles d'utilisation. Face au vandalisme, les opérateurs peuvent négliger les cycles manquants ou dégradés et les remplacer par des neufs lorsque leur coût de production est très faible, d'où le problème de la gestion des épaves. En effet, ce système entraîne des nuisances et surtout un vandalisme importants, avec des milliers de vélos et surtout de trottinettes électriques (et leurs dangereuses batteries au lithium) noyés dans la Seine, le Rhône ou le vieux-port de Marseille, et de nombreuses épaves disloquées jonchant les trottoirs, écrasées par les voitures ou encombrant la voie publique.
Au printemps 2019, la ville de Paris instaure une redevance concernant les scooters, vélos, trottinettes dont le produit doit servir à réaliser des emplacements de stationnement obligatoires, par exemple entre les alignements d'arbres sur les trottoirs.

## Modèle économique
Ces services de location opèrent à prix attractifs, généralement au prix d'énormes pertes financières (la durée de vie d'une trottinette électrique est par exemple estimée à moins de 3 mois, alors qu'il en faudrait plus de 4 pour pouvoir commencer à envisager une rentabilité). En conséquence, différents services fonctionnent longtemps à perte grâce à des investisseurs puissants (pour les trottinettes et vélos, Lime est détenu par Google, Ufo par Seat, Hive par BMW et Daimler, et Jump par Uber, Ofo appartient au « Uber chinois » Didi Chuxing, et son concurrent Mobike à Tencent Holdings), et chacune de ces marques attend que les autres abandonnent le marché pour conquérir le monopole et pouvoir ensuite augmenter les prix, sur le modèle d'Uber pour les VTC.

### Recharge des véhicules électriques
Certaines applications autonomisent également la recharge des moyens de transport sans station qui fonctionnent sur batterie. C’est par exemple le cas de Lime, détenue par Google, qui a mis en place une application permettant aux particuliers de prendre en charge le rechargement de ses trottinettes. Ces utilisateurs sont alors appelés des « juicers ». Ils ont pour mission de récupérer les différentes machines n’ayant plus assez de batterie et de les recharger. L’emplacement de ces machines est indiqué sur l’application destinée aux juicers. La société Lime rémunère les juicers d’un montant allant de 6 € à 20 € par trottinette rechargée.

#### Statut juridique des juicers
Les juicers doivent remplir plusieurs conditions afin de pouvoir exercer. Ils doivent posséder le statut d’auto-entrepreneur, posséder un extrait Kbis mais également être majeur en plus de posséder un smartphone et une connexion internet permettant l’utilisation de l’application.

## Controverse dans l'espace public

### Vandalisme et dégradations
Ces engins sans stations présents sur la voie publique et notamment les trottinettes en libre-service entraînent en réalité des coûts cachés pour l’ensemble des contribuables et des acteurs chargés de leur entretien. En plus d’encombrer l’espace public ces deux-roues encouragent parfois le vandalisme. C’est notamment le cas de Marseille où des centaines de trottinettes électriques ont été repêchées dans le Vieux-Port. 3 300 trottinettes ont été disposées dans la ville et les sociétés responsables de ces engins ont embauché des « médiateurs » pour tenter de convaincre les Marseillais de ne pas jeter leurs engins dans l’eau. C'est également le cas de la société de vélos en libre-service Gobee.bike qui avait déployé plus de 2 000 vélos à Paris qui a décidé de quitter le marché français début 2018 à la suite d'une vague de vols et de dégradations sur l'ensemble du territoire français. Gobee.bike avait déjà mis un terme à son activité à Lille, Reims et Bruxelles pour les mêmes raisons.

### Sécurité
Ces nouveaux moyens de locomotion en libre-service présentent également des dangers pour leurs utilisateurs ainsi que les usagers de la route. En 2017 les trottinettes sans-station ont provoqué 284 accidents ayant causé des blessés. Il y a même eu 5 accidents mortels.. Cela représente une hausse de 23 % par rapport à l’année précédente. Les spécialistes de la sécurité routière expliquent que les trottinettes sont beaucoup moins stables que des vélos. Cela est dû au fait que leurs petites roues disposent d’un écartement plus faible. La vitesse de circulation des engins en libre service fait également débat. Les trottinettes sans station peuvent ainsi atteindre une vitesse de 25 km/h qui s'associe malheureusement à une mauvaise stabilité. Pour l’instant, aucune législation n’impose de porter un casque pour conduire ces véhicules. La Mairie de Paris envisage de lancer une campagne de communication pour encourager le port du casque lorsqu’on roule en trottinette électrique, pour le moment, à l'instar de la circulation à vélo, l'utilisation d'une trottinette ne requiert l'utilisation d'un casque qu'en dessous de 12 ans.

### Environnement

#### Durée de vie
Les valeurs moyennes des émissions (130 grammes de CO2 /km) des trottinettes sans station, se basent sur une durée de vie d’un an et demi. C'est la durée de vie correspondant à une trottinette à usage privé. Les trottinettes sans station à usage public ont une durée de vie nettement inférieure à cause du vandalisme et de la maltraitance associée à leurs utilisations. La durée de vie réelle de ces véhicules oscille de 1 à 6 mois en réalité. En passant de 18 à 6 mois de durée de vie moyenne pour ces véhicules on constate une émission de plus de 300 grammes de CO2 /km, soit plus qu'une voiture thermique individuelle.

## Évolution de la réglementation
Le 25 octobre 2018, le gouvernement français a modifié le code de la route en y ajoutant un règlement spécifique pour les trottinettes électriques, vélos électriques et autres engins de déplacement personnel motorisés afin d’assurer la sécurités des usagers, des piétons et des autres véhicules en circulation.

### Loi du 25 octobre 2018
Cette loi intègre notamment une clause obligeant les collectivités (maire ou communauté des communes) à réguler les engins sans station et de délivrer ou non un titre d’occupation du domaine public. L’État remet donc les décisions de réglementation de l’espace public aux communes concerné par les engins sans station. Également, à l’attention des usagers, la loi les oblige à vérifier leur contrat de location et/ou à souscrire une assurance pour l’usage de ces engins.
Les éléments techniques de loi réservée concernent les engins de déplacement personnel motorisés sont les suivants :
- La trottinette électrique est interdite sur les trottoirs. Sauf si le maire l’autorise. Sauf si le moteur est coupé
- En agglomération il est obligatoire de circuler sur les pistes cyclables ou à défaut sur les chaussées dont la vitesse maximale autorisée est de 50km/h.
- Hors agglomération il est obligatoire de circuler sur les pistes cyclables ou voies vertes (hors dérogation).
- La trottinette est interdite aux enfants de moins de 12 ans.
- L’assurance civile est obligatoire.
- Interdiction de rouler avec une trottinette électrique qui dépasse les 25 km/h.
- L’usage des écouteurs est interdit.
- Les feux avant et arrière sont obligatoires.
- Port d’un gilet rétroréfléchissant la nuit ou lorsque la visibilité est faible.
- Un avertisseur sonore est obligatoire
- Le transport de passagers est interdit[17]

Cette loi a donc obligé les différentes compagnies de location d’engin sans station à adapter leur matériel à ces nouvelles restrictions mais également à fournir des assurances en complément des contrats de location fournis lors de l’emprunt d’un engin sans station.

### 2023: référendum à Paris
Dans un entretien au journal le Parisien, la maire de Paris Anne Hidalgo annonce la tenue d'un référendum le 2 avril 2023 sur le maintien ou non des trottinettes en libre service dans la capitale. Elle dit pencher pour un arrêt de l'accès en libre service mais dit vouloir respecter le choix des Parisiens.